# Herzklappenfehler
Herzklappenfehler oder Klappenvitien ist in der Medizin der Oberbegriff für angeborene oder erworbene Funktionsstörungen einer oder mehrerer Herzklappen.
Ein Herzklappenfehler (Vitium cordis) kann jede der vier Herzklappen betreffen, wobei die Klappen im linken Herz (Aorten- und Mitralklappe) deutlich häufiger betroffen sind als die des rechten Herzens (Pulmonal- und Trikuspidalklappe). Die Funktionsstörung kann in einer Verengung (Stenose), einer Schlussunfähigkeit (Insuffizienz) oder einer Kombination aus beidem (kombiniertes Vitium) bestehen.
Der Schweregrad einer Herzklappenerkrankung kann nach den Kriterien der NYHA-Klassifikation eingeschätzt werden. Leichtgradige Herzklappenfehler verursachen keine Symptome und bedürfen auch keiner speziellen Therapie. Hochgradige Vitien hingegen sind meist symptomatisch und müssen nach einer sorgfältigen kardiologischen Untersuchung häufig behandelt werden. Da eine Beeinflussung durch Medikamente kaum möglich ist, wird dann meist zur operativen Therapie geraten, entweder als Klappenrekonstruktion oder als Klappenersatz. In seltenen Fällen ist bei Klappenstenosen auch eine Dilatation im Rahmen einer Herzkatheterbehandlung möglich und sinnvoll.
Gegebenenfalls müssen Patienten mit einem Herzklappenfehler zur Vermeidung einer bakteriellen Infektion der Herzklappe (Endokarditis) eine Endokarditisprophylaxe erhalten. Zu diesem Zweck wird eine ein- oder zweimalige Gabe eines Antibiotikums verordnet, wenn Bakterien im Blut vorhanden oder zu erwarten sind, weil vorgeschädigte Herzklappen ein höheres Risiko zeigen, durch eine bakterielle Entzündung geschädigt zu werden.

## Übersicht
- Aortenklappenstenose (Aortenstenose)
  - Angeborene Aortenklappenstenose
  - Erworbene Aortenklappenstenose
- Aortenklappeninsuffizienz (Aorteninsuffizienz)
- Mitralklappenstenose (Mitralstenose)
- Mitralklappeninsuffizienz (Mitralinsuffizienz)
- Pulmonalklappenstenose (Pulmonalstenose)
- Pulmonalklappeninsuffizienz (Pulmonalinsuffizienz)
- Trikuspidalklappenstenose (Trikuspidalstenose)
- Trikuspidalklappeninsuffizienz (Trikuspidalinsuffizienz)
- Trikuspidalatresie